# Mitichi
Mitichi est une localité rurale dans le Sud de la Côte d'Ivoire dans la région de l'Agnéby-Tiassa. La localité de Mitichi est administrativement rattachée à la sous-préfecture de Céchi dans le département d'Agboville. 